# Magyaltölgy

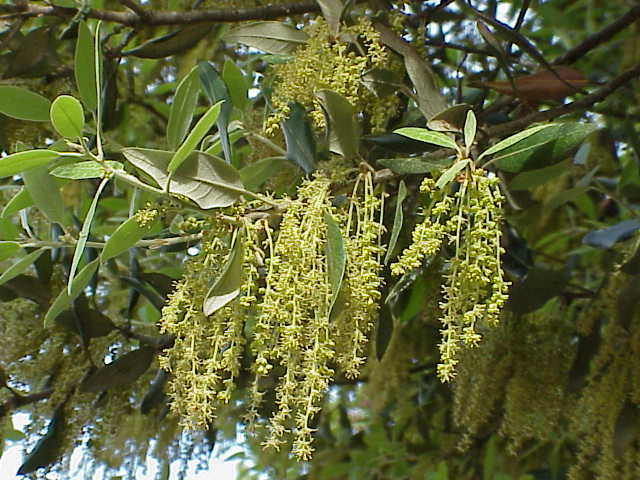
Porzós virágzata

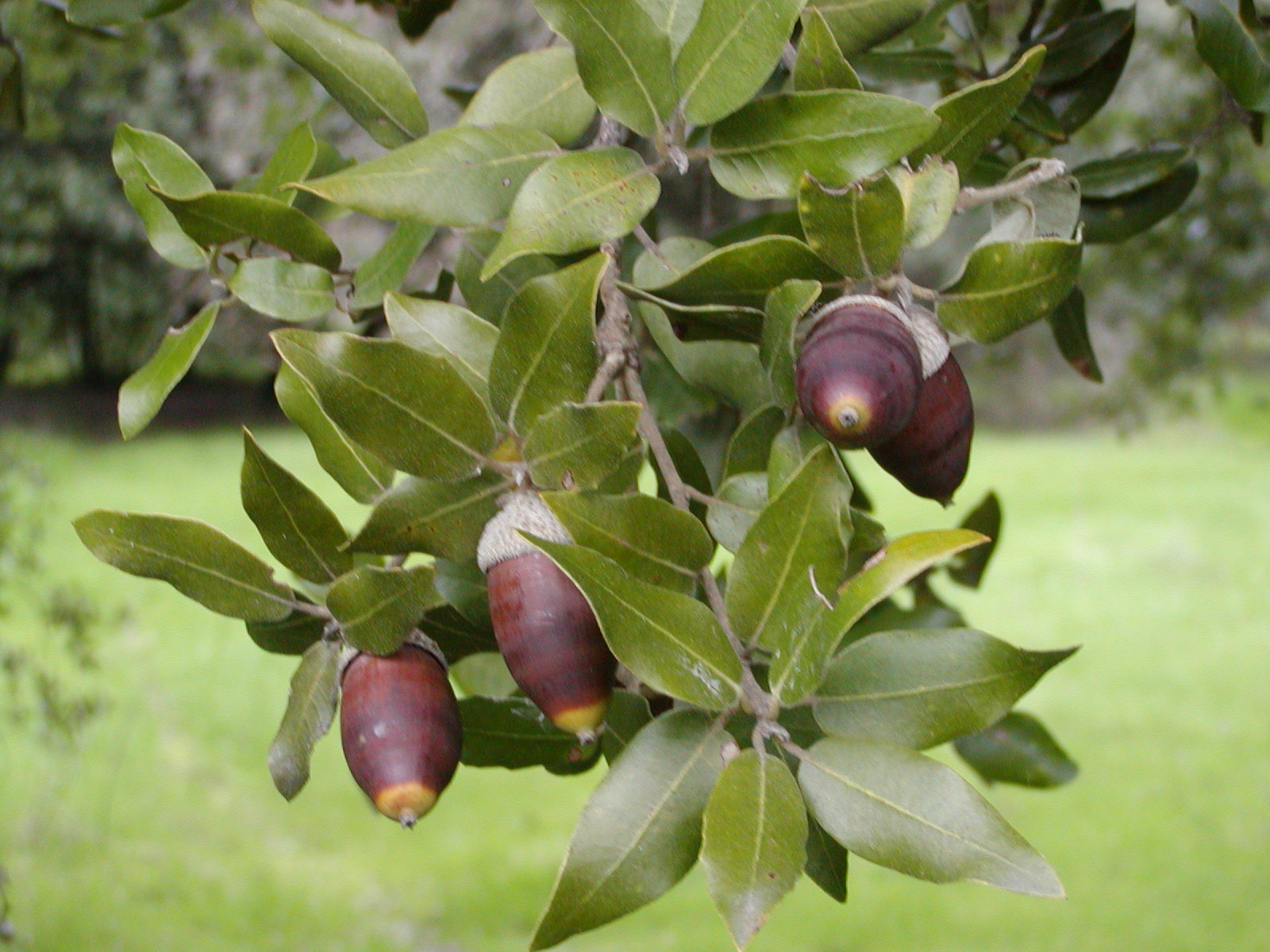
Makkjai

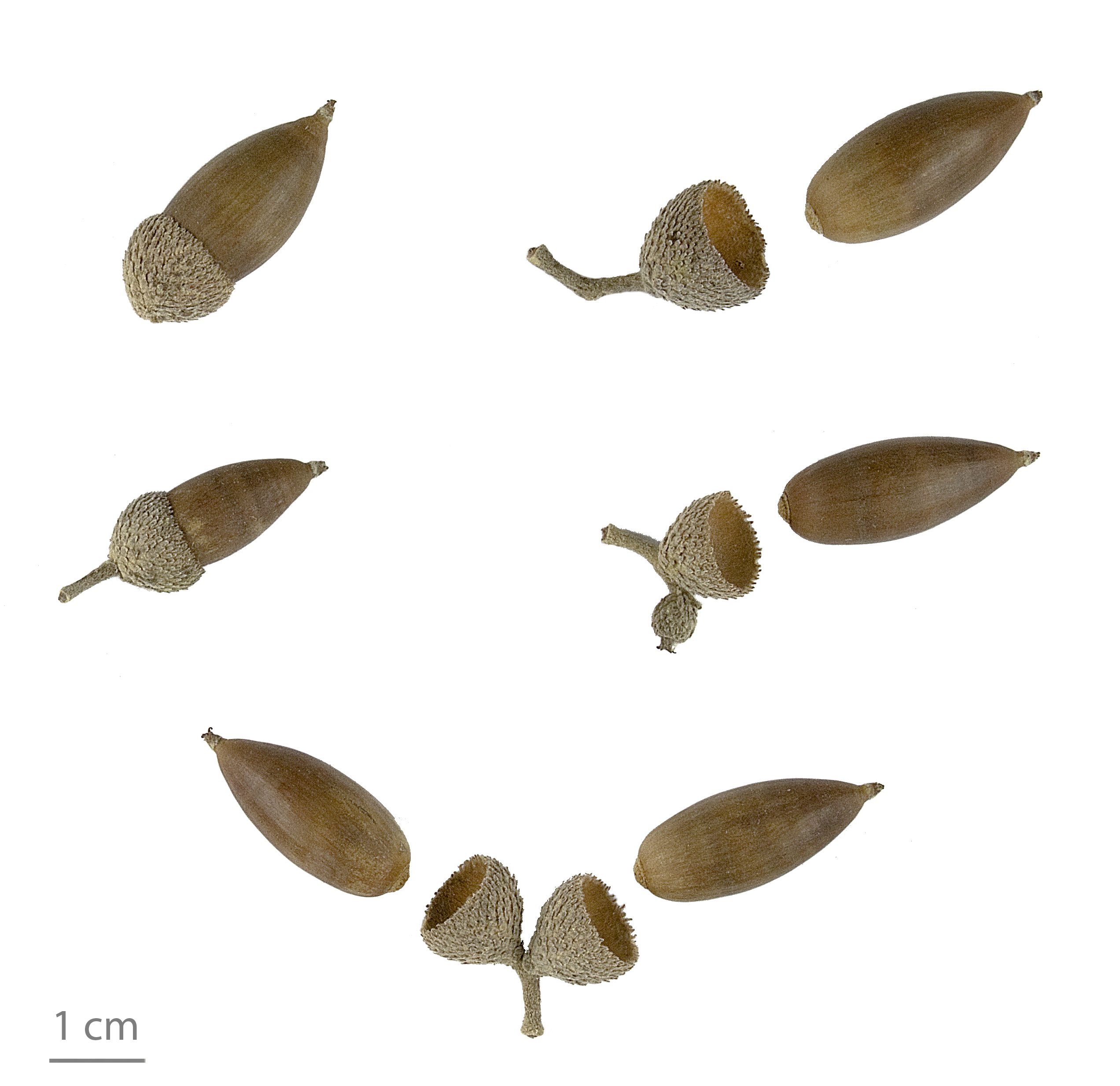
Quercus ilex

A magyaltölgy (Quercus ilex) a bükkfafélék (Fagaceae) családjába, azon belül a tölgy (Quercus) nemzetségbe tartozó fa.

## Előfordulása
Az egyetlen olyan tölgyfaj, amely Dél-Európától az Atlanti-óceán partvidékén egészen Bretagne-ig megél. A Rhône folyó mentén a Földközi-tenger partjától fölkapaszkodik a Saône torkolatvidékéig, és két nagy folton Észak-Afrika mediterrán éghajlatú területein is megtalálhatjuk. A tengerpartoktól eltávolodva díszkertek különlegességévé válik.
Szabadon nő Nagy-Britannia délnyugati részén is, de ez nem természetes élőhelye, hanem a parkokból vadult ki. Betelepítették az Atlanti-óceán több szigetére is.

## Jellemzése
Ez a széles koronájú, ernyősödő fa akár 25 m magasra is megnőhet. Sötét szürkésbarna kérge finoman repedezett.
Örökzöld levelei a magyalhoz hasonlóan hamar keménnyé, sötétzölddé válnak. A levelek a Mediterráneumban többnyire fogazottak, kiegyenlítettebb, nedvesebb éghajlaton hosszúkásak, tojásdad-oválisak, 7–8 cm hosszúak és 4–5 cm szélesek. A lombfakadáskor fehéren szőrös levelek kissé szúrósak, felfelé keskenyednek. A szélük ép, a fonákuk fényes. Legfeljebb a tősarjak levelei lehetnek karéjosak.
Sárgászöld porzós barkái lecsüngenek.
A tojásdad alakú, 2–3 cm-es makkok félig vagy kétharmadukig kiállnak a szürkén pelyhes kupacsból.

## Életmódja
Magyarországon is megél, de nálunk csak kis termetű, bokros örökzöld. Szárazságtűrő, fényigényes. Mészkedvelő, de egyébként a talajokra nem érzékeny. Fagyérzékeny, ezért a Kárpát-medencében csak a kimondottan jó mikroklímájú, széltől védett helyeken marad meg.
Makkjai még a virágzás évében beérnek.

## Felhasználása
Ehető termését Dél-Európában az emberek is rendszeresen fogyasztották, illetve fogyasztják.